# Cleodoro
Nella mitologia greca, Cleodoro (in greco antico: Κλεόδωρος) è un combattente acheo al tempo della guerra di Troia, figlio di Lerno e di Anfiale. È citato tra le vittime del conflitto nel libro X della Posthomerica poema di Quinto Smirneo.

## Il mito

### Origini
Cleodoro è descritto come uomo dal temperamento mansueto, frutto dell'unione di Lerno e della moglie Anfiale. Sin dalla nascita, avvenuta sull'isola di Rodi, in cui Cleodoro stabilmente risiedeva, il Destino gli aveva riservato una tragica sorte in terra straniera.

### Morte
Allo scoppio della guerra di Troia, Cleodoro vi partecipò, arruolandosi nel possente esercito che Tlepolemo, re di Rodi, condusse a Troia allo scopo di ottenere la liberazione di Elena. Nei combattimenti finali, avvenuti nel decimo anno del conflitto, il guerriero si scontrò con Polidamante che con un colpo di lancia mozzò i lacci che gli sostenevano lo scudo, adattato solidamante al busto come protezione. Privato così dell'unico strumento di difesa, Cleodoro fuggì nelle file achee per evitare il colpo di grazia che l'aggressore avrebbe immancabilmente vibrato; ciò nonostante, spinto da un estremo atto di coraggio, egli avanzò nuovamente attaccando i nemici con la sola lancia.
Nel pieno del combattimento, Cleodoro venne colpito a morte da un dardo scagliato erroneamente da Paride, poiché indirizzato a Filottete. La freccia trapassò la mammella del guerriero, traforandone la carne fino ad uscire dalla spalla stessa. Filottete, adirato alla vista della sua morte, reagì scagliando su Paride feroci insulti.